# Ара (село)
Ара (вірм. Արա) — село у марзі Арагацотн, у центрі Вірменії. Село розташоване за 3 км на північний захід від Апнагюха, через яке розташоване на ділянці Аштарак — Апаран траси Єреван — Спітак. Дорога, що веде до села з Апнагюха через 2 км потрапляє до села Арагац. У селі розташовані руїни каравансараю 1213 року.
| Рік  | Чисельність | Чисельність |
| ---- | ----------- | ----------- |
| 1831 | 182         | [ 1 ]       |
| 1873 | 451         | [ 1 ]       |
| 1886 | 473         | [ 1 ]       |

| Рік  | Чисельність | Чисельність |
| ---- | ----------- | ----------- |
| 1914 | 843         | [ 1 ]       |
| 1922 | 562         | [ 1 ]       |
| 1959 | 592         | [ 1 ]       |

| Рік  | Чисельність | Чисельність |
| ---- | ----------- | ----------- |
| 1970 | 385         | [ 1 ]       |
| 1979 | 338         | [ 1 ]       |
| 2001 | 633         | [ 1 ]       |

| Рік  | Чисельність | Чисельність |
| ---- | ----------- | ----------- |
| 2011 | 617         | [ 2 ]       |

| Рік  | Чисельність | Чисельність |
| ---- | ----------- | ----------- |
| 1831 | 182         | [ 1 ]       |
| 1873 | 451         | [ 1 ]       |
| 1886 | 473         | [ 1 ]       |

| Рік  | Чисельність | Чисельність |
| ---- | ----------- | ----------- |
| 1914 | 843         | [ 1 ]       |
| 1922 | 562         | [ 1 ]       |
| 1959 | 592         | [ 1 ]       |

| Рік  | Чисельність | Чисельність |
| ---- | ----------- | ----------- |
| 1970 | 385         | [ 1 ]       |
| 1979 | 338         | [ 1 ]       |
| 2001 | 633         | [ 1 ]       |

| Рік  | Чисельність | Чисельність |
| ---- | ----------- | ----------- |
| 2011 | 617         | [ 2 ]       |